# Hannah Ludwig
Hannah Ludwig (Heidelberg, 15 februari 2000) is een Duitse wielrenster die sinds 2024 rijdt voor het Franse Cofidis.

## Carrière
Ludwig reed drie jaar voor de Duitse wielerploeg Canyon-SRAM en vervolgens twee jaar voor het Noorse Uno-X Pro Cycling Team. In 2018 werd ze Duits kampioene bij de junioren in zowel de weg- als tijdrit. In 2019 en 2020 werd ze Europees kampioene tijdrijden bij de beloften. Ze nam in 2021 deel aan de wegwedstrijd op de Olympische Zomerspelen 2020, hier eindigde ze als 41e.

## Palmares
2017
 Duits kampioenschap op de weg, junioren
2018
 Duits kampioene tijdrijden, junioren
 Duits kampioene op de weg, junioren
 Europees kampioenschap tijdrijden, junioren
 Europees kampioenschap op de weg, junioren
2019
 Europees kampioene tijdrijden, beloften
Jongerenklassement BeNe Ladies Tour
2020
 Europees kampioene tijdrijden, beloften
2021
 Europees kampioenschap tijdrijden, beloften
 Duits kampioenschap tijdrijden, elite
2022
 Duits kampioenschap tijdrijden, elite
2024
Clásica Féminas de Navarra

### Resultaten in voornaamste wedstrijden
| Jaar | Ronde van Italië | Ronde van Frankrijk | Ronde van Spanje |
| ---- | ---------------- | ------------------- | ---------------- |
| 2019 |                  |                     |                  |
| 2020 |                  |                     | 13e              |
| 2021 |                  |                     | 26e              |
| 2022 | opgave           | 106e                | 58e              |
| 2023 | 49e              | 71e                 |                  |
| 2024 | 45e              | 23e                 |                  |
| 2025 |                  | 90e                 |                  |

| Jaar | Gent-Wevelgem | Amstel Gold Race | Luik-Bast.‑Luik | Waalse Pijl | Strade Bianche |  | WK op de weg |
| ---- | ------------- | ---------------- | --------------- | ----------- | -------------- |  | ------------ |
| 2019 |               |                  | 91e             | 72e         | buit.tijd      |  |              |
| 2020 |               |                  | 48e             |             |                |  |              |
| 2021 |               |                  |                 |             |                |  |              |
| 2022 | opgave        | 47e              | 45e             | 46e         | opgave         |  |              |
| 2023 |               | 61e              | 92e             | 60e         |                |  |              |
| 2024 |               | 79e              | opgave          | 44e         |                |  | opgave       |
| 2025 |               |                  |                 |             |                |  |              |

## Ploegen

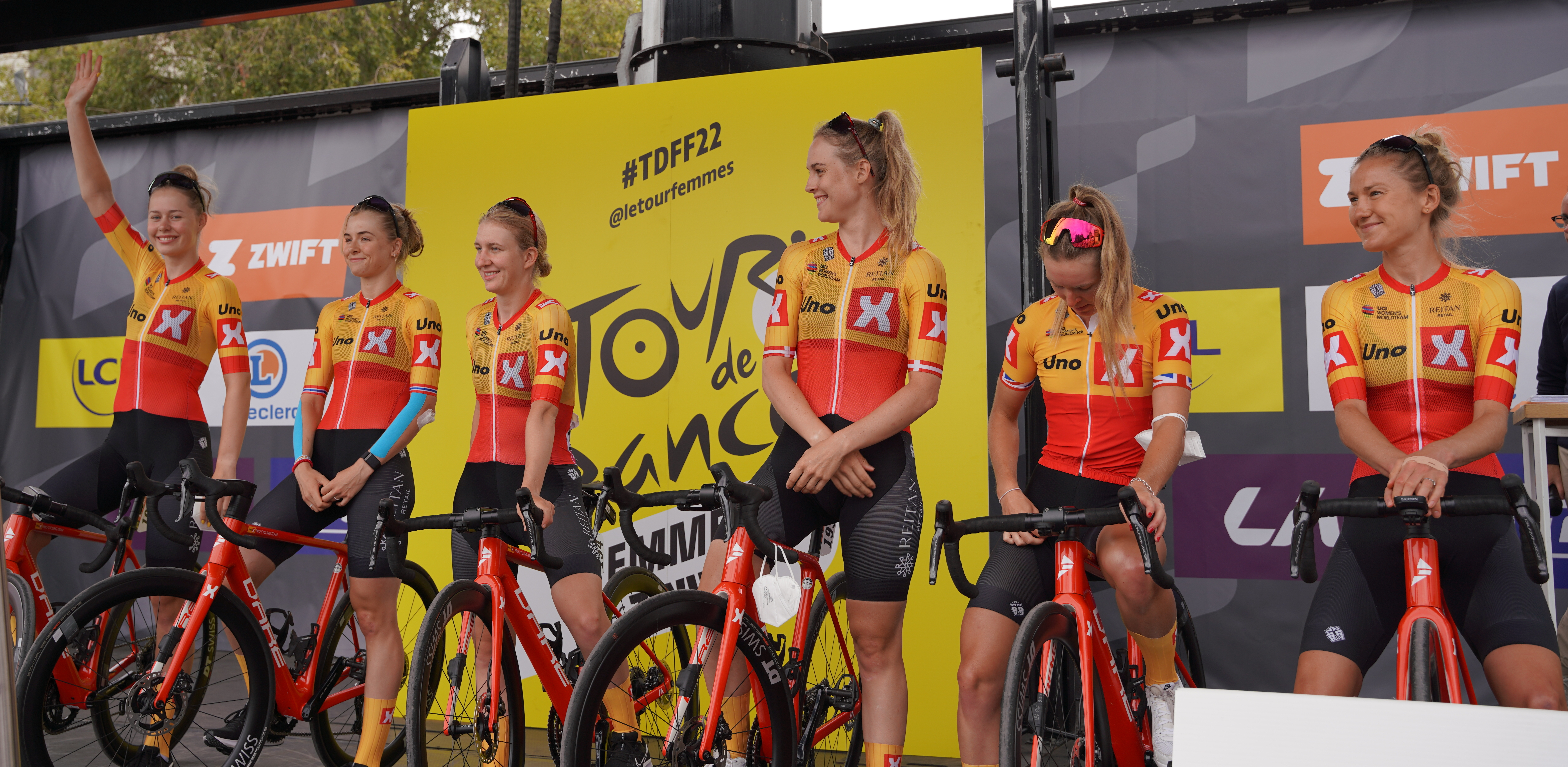
Ludwig (3e van links) met haar ploeg Uno-X in de Tour de France Femmes 2022.

- 2019 –  Canyon-SRAM
- 2020 –  Canyon-SRAM
- 2021 –  Canyon-SRAM
- 2022 –  Uno-X Pro Cycling Team
- 2023 –  Uno-X Pro Cycling Team
- 2024 –  Cofidis
- 2025 –  Cofidis

Amialiusik · A. Barnes · H. Barnes · Cecchini · Cromwell · Erath · Ferrand-Prévot · Gafinovitz · Harris · Klein · Ludwig · Niewiadoma · Riffel · Ryan · Shapira · Thorvilson
Amialiusik · A. Barnes · H. Barnes · Cecchini · Cromwell · Erath · Ferrand-Prévot · Gafinovitz · Harris · Klein · Ludwig · Niewiadoma · Pratt · Riffel · Ryan · Shapira · Thorvilson
Amialiusik · A. Barnes · H. Barnes · Bradbury · Chabbey · Cromwell · Dygert · Harris · Harvey · Klein · Ludwig · Niewiadoma · Ryan · Shapira
Ahtosalo · Andersen  · Barker  · Barnes  · Koerner  · Leth  · Lowden  · Ludwig  · Lutro  · Olausson  · Bjørndal Ottestad · Ysland
Ahtosalo · Andersen · Barker · Barnes · Confalonieri · Dideriksen · Berg Edseth · Koerner · Koster · Leth · Lowden · Ludwig · Lutro · Olausson · Bjørndal Ottestad · Ysland